# Земляний Микола Петрович
Мико́ла Петро́вич Земляни́й (14 лютого 1926 , Червоне Поле, Бердянський район, Маріупольська округа, Українська СРР, СРСР  — невідомо ) — український радянський партійний діяч, 2-й секретар Миколаївського обкому КПУ. Депутат Верховної Ради УРСР 9–10-го скликань. Член Ревізійної Комісії КПУ (1976–1981). Кандидат у члени ЦК КПУ (1981–1986).

## Життєпис
Народився 14 лютого 1926 року в селянській родині в селі Червоне Поле, тепер Бердянський район, Запорізька область, Україна.
У 1944–1948 роках — служба в Радянській армії. Учасник німецько-радянської війни.
Член ВКП(б) з 1951 року.
Закінчив Ждановський металургійний інститут Сталінської області.
У 1956—1958 роках — помічник майстра мартенівського цеху, старший інженер-технолог Чорноморського суднобудівного заводу в Миколаєві.
У 1958 — березні 1963 року — інструктор, заступник завідувача промислово-транспортного відділу Миколаївського обласного комітету КПУ.
15 березня 1963 — 7 грудня 1964 року — завідувач промислово-транспортного відділу Миколаївського промислового обласного комітету КПУ. 7 грудня 1964 — 30 вересня 1970 року — завідувач промислово-транспортного відділу Миколаївського обласного комітету КПУ.
30 вересня 1970 — квітень 1975 року — секретар Миколаївського обласного комітету КПУ.
У квітні 1975 — 1983 роках — 2-й секретар Миколаївського обласного комітету КПУ.
З 1983 року — голова Миколаївського обласного комітету народного контролю.
Потім — на пенсії в Миколаєві Миколаївської області.

## Нагороди
- орден Вітчизняної війни 2-го ст. (6.04.1985)
- два ордени Трудового Червоного Прапора
- орден «Знак Пошани»
- ордени
- медалі